# Kakegawa
 (novembre 2023).
Si vous disposez d'ouvrages ou d'articles de référence ou si vous connaissez des sites web de qualité traitant du thème abordé ici, merci de compléter l'article en donnant les références utiles à sa vérifiabilité et en les liant à la section « Notes et références ».
Kakegawa (掛川市, Kakegawa-shi) est une ville située dans la préfecture de Shizuoka, au Japon.

## Géographie

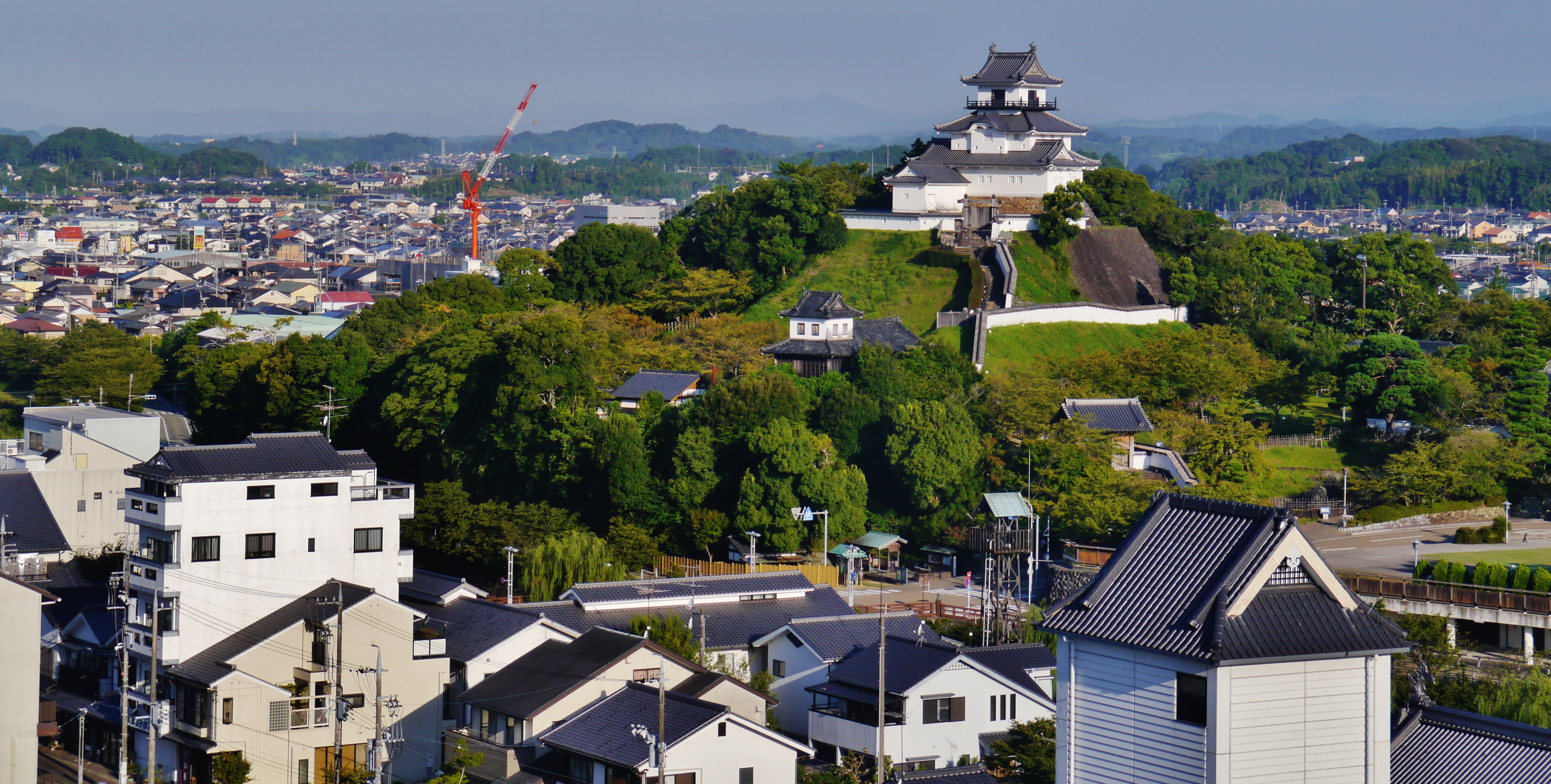
Vue de la ville avec le château de Kakegawa.

### Situation
La ville de Kakegawa est située dans le sud-ouest de la préfecture de Shizuoka, sur l'île de Honshū, au Japon. Elle s'étend sur environ 15,11 km d'est en ouest et 30,89 km du nord au sud, à environ 230 km, à vol d'oiseau, au sud-ouest de Tokyo, capitale du Japon.

### Démographie
En juillet 2019, la population de la ville de Kakegawa était de 117 978 habitants, répartis sur une superficie de 265,69 km2.

### Hydrographie
Kakegawa est bordée par la mer d'Enshū au sud.

## Histoire
Kakegawa est située sur le Tōkaidō avec deux stations, Kakegawa-juku et Nissaka-shuku. Pendant l'époque d'Edo, le domaine de Kakegawa s'est développé autour du château de Kakegawa.
Le bourg de Kakegawa est fondé le 1er avril 1889 et devient une ville le 31 mars 1954.
Le 1er avril 2005, les bourgs de Daitō et Ōsuka (district d'Ogasa, dont les autres bourgs sont assimilés aux villes de Kikugawa et Omaezaki) ont été intégrés à Kakegawa.

## Culture locale et patrimoine
- Château de Kakegawa
- Château de Yokosuka

## Économie
Kakegawa produit du thé vert.

## Transports
La ville est desservie par la ligne Shinkansen Tōkaidō, ainsi que par les lignes classiques Tōkaidō et Tenryū Hamanako. La gare de Kakegawa est la plus importante de la ville.

## Jumelage
Kakegawa est jumelée avec :
- Eugene (États-Unis)
- Corning (États-Unis)
- Hoengseong (Corée du Sud)

## Symboles municipaux
L'arbre symbole de Kakegawa est l'olivier de Chine, sa fleur symbole la campanule à grandes fleurs et son oiseau symbole le bouscarle chanteuse.

## Personnalités liées à la municipalité
- Ichiki Kitokurō (1867-1944), homme politique
- Yoshioka Yayoi (1871-1959), médecin
- Shunpei Uto (1918-?), nageur olympique médaillé
- Michio Muramatsu (né en 1940), homme politique
- Akio Miyazawa (né en 1956), dramaturge
- Yōji Sakate (né en 1962), dramaturge
- Hajime Moriyasu (né en 1968), footballeur professionnel devenu entraîneur